# مارك ويب
مارك ويب (بالإنجليزية: Marc Webb)‏ (و. 1974  م) هو مخرج أفلام أمريكي، ولد في بلومنقتون.

## التعليم
تعلم في جامعة ويسكونسن-ماديسون، وكلية كولورادو ‏.

## وصلات خارجية
- مارك ويب على موقع IMDb (الإنجليزية)
- مارك ويب على موقع روتن توميتوز (الإنجليزية)
- مارك ويب على موقع ألو سيني (الفرنسية)
- مارك ويب على موقع ميوزك برينز (الإنجليزية)
- مارك ويب على موقع أول موفي (الإنجليزية)
- مارك ويب على موقع بوكس أوفيس موجو (الإنجليزية)
- مارك ويب على موقع قاعدة بيانات الأفلام السويدية (السويدية)
- مارك ويب على موقع ديسكوغز (الإنجليزية)
- مارك ويب على موقع قاعدة بيانات الفيلم (الإنجليزية)
- مارك ويب على موقع كينوبويسك (الروسية)